# NGC 390
 NGC 390 là một ngôi sao nằm trong chòm sao Song Ngư. Nó được phát hiện vào ngày 19 tháng 11 năm 1884 bởi Guillaume Bigourdan. Nó được Dreyer mô tả là rất mờ nhạt, rất nhỏ, sao. " Tuy nhiên, vị trí này cần đến một vị trí không có gì ngoài một vài ngôi sao rải rác. Tuy nhiên, các phép đo ban đầu của Bigourdan chỉ chính xác đến một ngôi sao, đây là ứng cử viên có khả năng nhất cho NGC 390; tuy nhiên, do sự nhầm lẫn này, một thiên hà gần đó (PGC 4021) đôi khi đã bị nhầm thành NGC 390.